# جی‌ان‌-ز۱۱

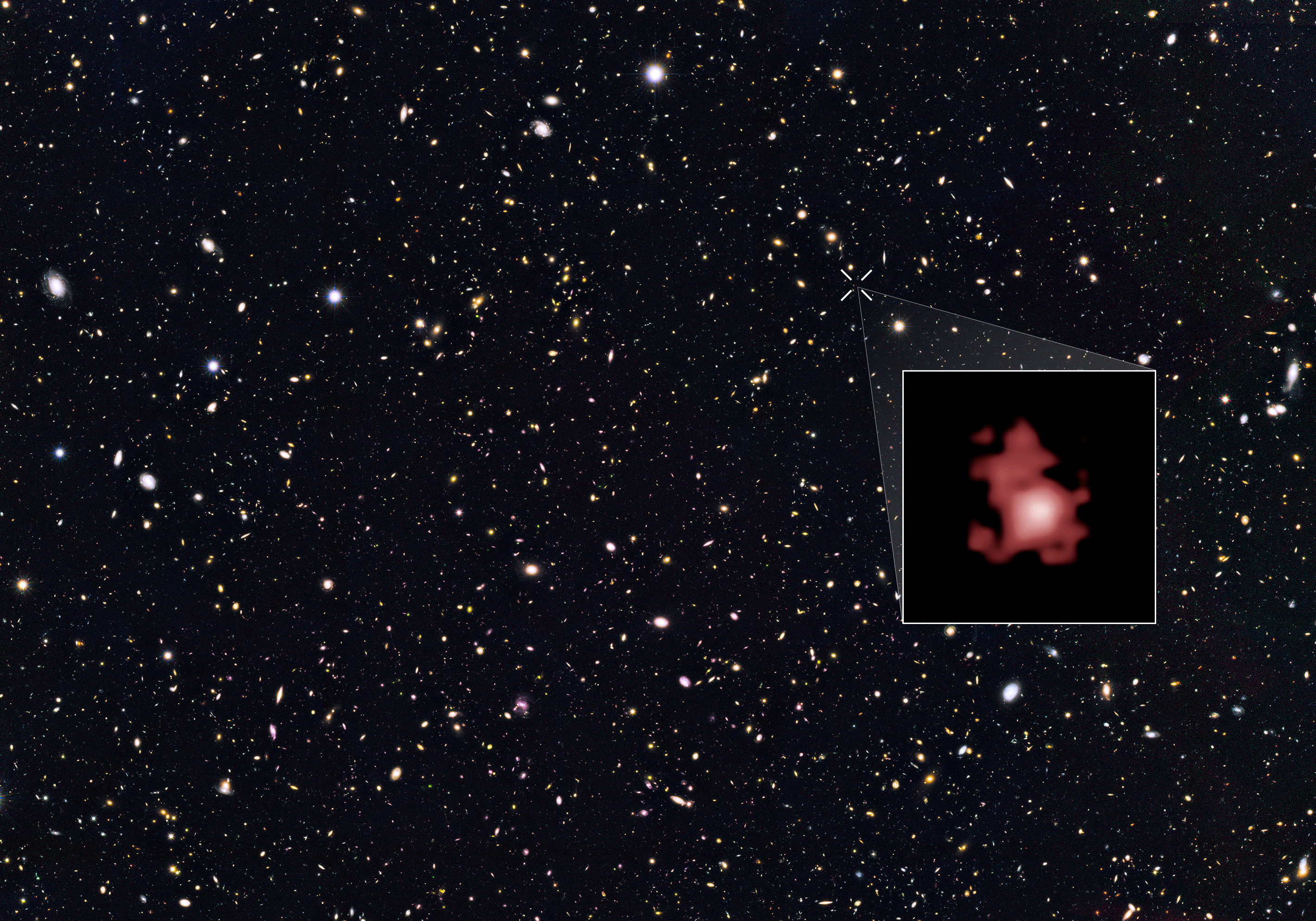
کهکشان دوردست جی‌ان - ز۱۱ دورترین تاکنون

کهکشان جی‌ان - ز۱۱ (به انگلیسی: GN-z11) یک کهکشان باانتقال به سرخ بالاست که در صورت فلکی خرس بزرگ پیدا شده، و تا امروز قدیمی‌ترین و دوردست‌ترین کهکشان شناخته شده در جهان قابل مشاهده است. جی‌ان - ز۱۱ دارای طیف‌بینی انتقال به سرخ بالای Z = ۱۱٫۱ است. این رقم که نشان‌گر فاصله‌ای‌است که نور طی کرده تا به زمین و تلسکوپ فضایی هابل برسد فاصله‌ای حدود ۳۲ بیلیون (۳۲هزار میلیون) سال نوری از زمین است. جی‌ان - ز۱۱ به‌گونه‌ای که ما امروز آن را می‌بینیم نمای این کهکشان در ۱۳٫۴ بیلیون (۱۳٫۴ هزار میلیون) سال پیش این کهکشان است که وجود داشته، تنها ۴۰۰ میلیون سال پس از انفجار بزرگ مه‌بانگ. دوری این کهکشان در میان سطح گسترده‌ای از صاحب‌نظران (به اشتباه) ۱۳٫۴ بیلیون (۱۳٫۴ هزار میلیون) سال نوری برآورد شده بود. رقم انتقال به سرخ بالای Z = ۱۱٫۱ هم این کهکشان را در صدر فهرست فاصلهٔ کهکشان‌ها قرار می‌دهد.

## کشف
این کهکشان توسط یک گروه بررسی متشکل از تیم بررسی داده‌های کیهانی تلسکوپ فضایی هابل: مجمع بررسی میراث فراکهکشانی مادون قرمز عمیق تلسکوپ فضایی هابل (CANDELS شمع) و تلسکوپ فضایی اسپیتزر رصدخانه بزرگ ریشهٔ عمیق بررسی-شمالی (GOODS-شمال) از راه طیف‌سنج نوری با اندازه‌گیری انتقال به سرخ؛ که در اثر انبساط جهان است، شناسایی شد. این یافته‌ها که در مارس ۲۰۱۶ اعلام شد، نشان داد که کهکشان دورتر از چیزی است که در ابتدا تصور می‌شد؛ در حد فاصله‌ای که تلسکوپ هابل می‌تواند مشاهده کند. جی‌ان - ز۱۱ در حدود ۱۵۰ میلیون سال از رکورددار پیشین کهکشان ئی‌جی‌اس‌وای۸ پی۷ پیرتر است. کمی بعد جی‌ان - ز۱۱ «بسیار نزدیک به پایان دوران به اصطلاح تاریک جهان»، و (در طول اما) «نزدیک به آغاز» دوران باز یونیزاسیون مشاهده شد.